# Double Falsehood

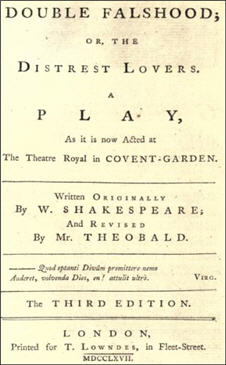
Voorpagina van de derde uitgave van Double Falsehood

Double Falshood (volledige titel: Double Falshood; or, The Distrest Lovers) is een vroeg-18e-eeuws toneelstuk in vijf bedrijven van de Engelse toneelschrijver Lewis Theobald. Sommige onderzoekers zijn ervan overtuigd dat het een adaptatie is van Cardenio, een verloren stuk van William Shakespeare en John Fletcher. Enkele thema's die in het stuk van Theobald aan bod komen en die ook Shakespeare in sommige van zijn late stukken behandelde, zijn de heldin die zich vermomt nadat haar onrecht is aangedaan door haar geliefde, en de hereniging van ouders en kinderen nadat ze van elkaar gescheiden geraken. Ondanks de claim die Theobald maakte en het redelijke succes dat deze tragikomedie in de 18e eeuw genoot, geven de dialogen toch geen erge 'shakespeareaanse' indruk, zodat het stuk nu niet veel meer dan een interessant curiosum is geworden.  
De moderne spelling van het stuk is "Double Falsehood".

## Bron
Het toneelstuk uit 1727 is gebaseerd op de "Cardenio"-episode in Don Quichot (1605), en meer specifiek op de Engelse vertaling die Thomas Shelton van het eerste deel van de roman maakte in 1612. Theobald veranderde de namen van de hoofdpersonages uit het Spaanse origineel: Cervantes' Cardenio wordt Julio, zijn Lucinda wordt Leonora, Don Fernando wordt Henriquez, en Dorothea heet bij hem Violante.
Onderzoekers gaan ervan uit dat het originele en verloren gegane stuk, waar Theobald zich op baseerde, geschreven werd omstreeks 1612-1613. Het gaat om "Cardenno", de titel van een toneelstuk dat in de periode 1612-1613 twee keer door Shakespeares toneelgezelschap the King’s Men, aan het hof van Jacobus I van Engeland  werd opgevoerd. Onder de niet-gepubliceerde manuscripten van dat bedrijf, die overgenomen werden door Humphrey Moseley, was er een ingevoerd in het Stationers' Register in 1653 als 'The History of Cardenio, by Mr Fletcher & Shakespeare.’ Brean Hammond, professor Engelse literatuur aan de Universiteit van Nottingham, schrijft over Double Falsehood in The Arden Shakespeare (2010) dat hij van mening is dat Shakespeare het stuk in samenwerking met Fletcher moet hebben geschreven.

## Opvoering en publicatie
Theobalds stuk werd voor het eerst gespeeld op 13 december 1727 in het Theatre Royal, Drury Lane. Na deze première werd het nog dertien keer opgevoerd, tot 1 mei 1728. Publicatie van het werk gebeurde in 1728. Andere opvoeringen die ons bekend zijn vonden plaats in 1740, 1741, 1767 (het jaar van herdruk), 1770 en 1847. In 1770 berichtte een krant dat het manuscript bewaard werd in ‘the Museum of Covent Garden Playhouse’. In 1808 brandde het theater echter samen met de bibliotheek af, waardoor het manuscript verloren ging.

## Stijl en verhaal
Theobald, die beweerde drie manuscripten te bezitten van een oorspronkelijk door Shakespeare geschreven stuk, merkte op dat zijn tijdgenoten deze theorie betwistten. Zij vonden dat de stijl ervan eerder aan John Fletcher deed denken, met wie Shakespeare ook had samengewerkt aan andere stukken. Toen Theobald zelf een uitgave van Shakespeares werk verzorgde, nam hij Double Falsehood overigens niet eens op.
Double Falsehood is een tragikomedie die zoals gezegd afgeleid was van Cervantes’ Don Quichot. Tragiek en komische taferelen wissen elkaar af. Henriquez verkracht Violante, wordt dan halsoverkop verliefd op Leonora, maar ook zijn vriend Julio lijkt een oogje op haar te hebben. Nadat Leonora’s ouders hun zegen hebben gegeven over het huwelijk van hun dochter, wordt de huwelijksceremonie verstoord door Julio. Leonora, die eerst aan zelfmoord dacht, bezwijmt en zal later in het klooster vluchten. Julio wil zich nu wreken op zijn valse vriend. Violante trekt, verkleed als een jongen, op met een groep herders en wordt bijna door een van hen verkracht. Intussen helpt Roderick, de deugdzame broer van Henriquez die niets weet over wat zijn broer heeft uitgespookt, Henriquez om Leonora te ontvoeren uit het klooster. Leonora en Violante weigeren beiden om op de voorstellen van Henriquez en Roderick in te gaan. Uiteindelijk krijgt Henriquez berouw en trouwt met Violante.